# 土屋啓之助
土屋 啓之助（つちや けいのすけ、1924年11月20日 - 没年不明）は、日本の映画監督、脚本家。

## 来歴
東京府出身。歌舞伎の長唄方の家元家に生まれる。太平洋戦争により出征後、日本敗戦により復員。家業は兄の芳村伊十郎が継いだので、子供のころから映画好きだったことから「自分で好きなことをやろう」と思い立ち、昭和20年代中頃に、新東宝の助監督募集広告を見て応募、助監督となる。
1953年（昭和28年）、『戦艦大和』（阿部豊監督）、『一等女房と三等亭主』（小森白監督）で助監督。 
1955年（昭和30年）、『アツカマ氏とオヤカマ氏』（千葉泰樹監督）で助監督。 
1956年（昭和31年）、『女真珠王の復讐』（志村敏夫監督）、『金語楼のお巡りさん』（青柳信雄監督）、『女競輪王』（小森白監督）で助監督。 
1957年（昭和32年）、『姫君剣法　謎の紫頭巾』・『謎の紫頭巾　姫君花吹雪』（毛利正樹監督）で助監督。 
1958年（昭和33年）、『稲妻奉行』（山田達雄監督）、『ソ連脱出　女軍医と偽狂人』（曲谷守平監督）で助監督。 『天下の副将軍　水戸漫遊記』（中川信夫監督）の脚本を担当。
1959年（昭和34年）、『怪談鏡ケ淵』（毛利正樹監督）で助監督。 
1960年（昭和35年）、『肉体の野獣』で脚本、監督を担当。『地獄』（中川信夫監督）で助監督。
1961年（昭和36年）、新東宝倒産。招かれて東映に移籍。東映テレビ部で『新諸国物語 紅孔雀』『特別機動捜査隊』（NET）を監督。
1963年（昭和38年）、新東宝系の国際放映から「本格的に始めるので是非」と招かれ、国際放映に移籍。『チャンピオン太』（TBS）を監督。
1964年（昭和39年）、国際放映のTV番組『忍者部隊月光』（フジテレビ）を監督。また同年、東映で映画版も監督。
1966年（昭和41年）、ピー・プロダクションのうしおそうじから請われ、『マグマ大使』のパイロット・フィルムを手直し。フジテレビの番組『マグマ大使』の第1話から前半2クール（26話）までのほとんどと、『新・忍者部隊月光』を監督。
1967年（昭和42年）、東急エージェンシーから請われて京都に赴任、TV特撮『怪獣王子』（フジテレビ）の本編監督を担当。
1968年（昭和43年）、円谷特技プロに招かれ、TV特撮『戦え! マイティジャック』 （フジテレビ）を監督。
1969年（昭和44年）、『無用ノ介』（日本テレビ）で監督。  
1971年（昭和46年）、ピープロでTV特撮『宇宙猿人ゴリ』（フジテレビ）を監督。番組名は『宇宙猿人ゴリ対スペクトルマン』、『スペクトルマン』と変遷するが、土屋はメイン監督として最終回まで担当。  
1972年（昭和47年）、ピープロで『快傑ライオン丸』、C.A.Lの『木枯し紋次郎』と、フジテレビのTV時代劇番組で監督を担当。
1973年（昭和48年）、ユニオン映画のTV時代劇『伝七捕物帳』（日本テレビ）、国際放映の特撮番組『魔人ハンター ミツルギ』（フジテレビ）で監督。
1976年（昭和51年）、ダックスインターナショナルのTVアニメ番組『まんが世界昔ばなし』（TBS）を監督。 東洋エージェンシー・ナックのTV特撮『バトルホーク』（東京12チャンネル）で監督、和光プロの切り絵アニメーション番組『妖怪伝 猫目小僧』（東京12チャンネル）で総監督を務める。
1979年（昭和54年）、ダックスインターナショナルのTVアニメ番組『金髪のジェニー』、『さすらいの少女ネル』（東京12チャンネル）で監督。

## 人物・エピソード
人間国宝の芳村伊十郎は実兄である。
土屋は映画界からテレビ界へ身を投じた人物であるが、映画の進行とはまったく違うテレビ番組の余裕のない制作進行も、新東宝出身の土屋は平気だったという。土屋はピー・プロダクションとは付き合いが深いが、最初の作品である『マグマ大使』でも、ピンチヒッターのような起用がきっかけだった。『マグマ大使』のパイロット･フィルムは加戸敏監督が撮ったが、加戸はこれ1本を撮ったのみで「東京は僕の性に合わないから」と自ら言い残して京都へ帰ってしまい、第1話から演出する監督がいなくなってしまった。そこで同番組の代理店だった東急エージェンシーの瀬戸口プロデューサーが、友人の土屋に手塚治虫の原作漫画を渡して「これで台本を書いてみて下さい」と急遽頼み込み、旅館に缶詰めになって土屋がどうにか脚本に仕上げて第1話の本編撮入となった。
『マグマ大使』は30分特撮作品ということもあり、更に「4本分まとめ撮り」というかなり無理な進行であった。しかしながら東映テレビ部時代には「13本分まとめ撮り」というものもあって辻褄を合わせるために苦労したといい「この時はかなり鍛えられた」と語っていて、このような無茶な進行でもこなしてしまう土屋監督は、うしおそうじから言わせると「決まった予算で何でも作れる、とても器用でありがたい監督だった」という。しかし土屋に言わせると「新東宝という映画会社自体が元々そういうところで、新東宝出身の監督は何でもやりますよ」ということで「それに低予算というのはもう慣れっこで抵抗を感じないんです。そういう事だからみんな巨匠には成れないんだけどね」と苦笑を交えて語っていた。
『マグマ大使』では、前述の加戸監督の撮ったパイロット･フィルムの手直しから入り、第2話以降を監督。続く『怪獣王子』では、京都の「日本特撮K.K.」での悶着を受けて、『マグマ大使』の箕面ロケ（ストップゴン登場編）の後の途中で、諸事情により急遽怪獣王子を演出する予定だった船床定男監督に代わって京都へ赴任する。メインで担当していたマグマ大使に代わり『怪獣王子』では全26話を監督し、主題歌も土屋が作詞した。この『怪獣王子』では一部、戦闘機パイロット役でエキストラ出演もこなしたという。土屋は最末期の日本軍で大戦を経験しており、うしおによると「僕らのように上官にぶん殴られて過ごすという軍隊経験ではなかったけど、それでも少しは軍隊のことが分かるから」ということで、同作品に登場する「レインジャー部隊」は「土屋さんのセンスですよね」と語っている。土屋自身によると、この「レインジャー部隊」は、本人が好きだという米国テレビ番組の『コンバット!』の影響によるものという。
土屋は子供番組について「色んな事が出来なければいけない。普通にやっていてはすぐに飽きられてしまう。特に子供番組はアイディアが勝負というところがある。そのアイディアというのは、無駄な予算を使わないようにするためですよね」と語っている。ドライブが好きだったので、ロケ地探しも自分で行っていたという。うしおは「土屋監督は、地震のシーンを撮るのが芸術的に上手い人だった」と語っている。
『忍者部隊月光』の第1話の撮影では、火薬を使ったシーンの撮影で爆発事故が起きてしまった。土屋も火傷を負って救急車で搬送され、最後の数カットが撮れなかったほどの大事故となったという。同話には声優の広川太一郎がゲスト出演しているが、出番間もなく絶命する役回りであったために、あまりの出番の短さに後日土屋に対して、広川本人から直接文句を言われたという。
親交のあった新東宝の俳優で殺陣師でもある渡辺高光が代表のジャパン・ファイティング・アクターズ（JFA）の顧問を務め、土屋が参加した『忍者部隊月光』『マグマ大使』『怪獣王子』ではJFAが殺陣を担当している。